# Tjøme
Tjøme est une île de Færder et une ancienne kommune du comté de Vestfold, en Norvège.

## Description
Tjøme est la deuxième plus grande île de la municipalité de Færder. Elle est située à l'extrême sud du côté ouest de l'Oslofjord, à 20 km de la capitale, et se caractérise en grande partie par ses installations de loisirs. Historiquement, les routes commerciales de la navigation et de la chasse à la baleine ont beaucoup compté pour Tjøme. L'île est reliée par la route via Nøtterøy à Tønsberg (route départementale 308) via le pont Vrengen. Il existe également un pont reliant Tjøme à l'île de Brøtsø et de Brøtsø à Hvasser.
En 2013, le parc national de Færder a été créé. Il comprend l'archipel à l'est des îles de Tjøme et Nøtterøy.

## Verdens ende

Panorama de Verdens ende

Verdens ende est une zone récréative située à la pointe sud de l'île. L'endroit a été établi comme station balnéaire dans les années 1930. Le centre d'information du parc national de Færder y a ouvert ses portes en 2015.

### Aires protégées
Tjøme possède des plages, des zones humides, des forêts et des paysages culturels avec une végétation riche et plusieurs espèces rares.
- Zone de conservation du paysage de Rød-Dirhue[3]
- Moutmarka, zone récréative du Parc national de Færder[4]